# OGLE2-TR-L9b
OGLE2-TR-L9b es un planeta extrasolar descubierto por tres estudiantes de pregrado de la Universidad de Leiden, Países Bajos. El planeta es de aproximadamente 4,5 veces la masa de Júpiter y es el primer planeta descubierto orbitando una estrella caliente de rápida rotación.
En principio fue descubierto mientras se probaba un método para investigar las fluctuaciones de luz en la base de datos de OGLE, la existencia del planeta fue confirmada más tarde por observaciones de seguimiento hechas desde el Very Large Telescope  de la ESO en Chile.